# Canon EOS 5D Mark III
La Canon EOS 5D Mark III es una cámara digital de lentes reflex (DSLR) hecha por la empresa Canon. Cuenta con un sensor de imagen de 22.3 megapixeles. 
La sucesora de la EOS 5D Mark II  fue anunciada el 2 de marzo de 2012, en el marco del  25.º aniversario de la primera cámara de la línea EOS, la EOS 650. Ese día fue también el 75.º aniversario de la empresa japonesa. La línea Mark III salió a la venta más tarde en marzo con un precio al menudeo de $3,499 en los EE. UU., £2.999 en el Reino Unido, y 3.569€ en Europa.

## Comparada con la EOS 5D Mark II
- 22.3MP Sensor CMOS Full-Frame (5760 × 3840 píxeles), comparados a 21.1 megapixels (5616 × 3744 píxeles).
- Procesador de imagen DIGIC 5+ comparado a DIGIC 4
- 100@–25600 ISO (ampliable a H1 (51200), H2 (102400)), comparado a 100@–6400 ISO (ampliable a H1 (12800), H2 (25600))
- 61 Puntos de Autoenfoque + 41 Crosstype AF comparado a 9 Punto AF + 6 Asiste Puntos. El sistema de autoenfoque es heredado de la EOS-1D X.
- 6 marcos por segundo tiroteo continuo en comparación con los 3.9 cuadros/s de la 5D Mark II
- TTL, de apertura completa, 63 zonas comparados a TTL, apertura llena, 35 zonas.
- Vibración silenciosa , baja TTL disparando modos (solos disparados o 3 cuadros/s), comparados con modos de disparo silenciosos
- 100% de visor comparado con 98% de cobertura previa.
- Una pantalla LCD de 3.2-pulgadas con una proporción de aspecto de 3:2, comparado a 3.0-pulgadas (76 mm) en 4:3 de la 5D Mark II.
- Salida de audífonos para controlar audio, el anterior no tenía.
- Ranuras de tarjeta dual—una CompactFlash (CF) con soporte UDMA, y otra SD (incluyendo tarjetas SDHC y SDXC, pero no explota el modo UHS-I). La Mark II solo tenía una ranura CF.

## Defectos conocidos
Canon emitió un comunicado que indicaba que el panel LCD cuando estaba iluminado en oscuridad extrema podría impactar la medición de luz de la cámara cuando se hace la foto. Todos los equipos que fueron vendidos y tenían este defecto fueron arreglados por Canon sin coste adicional y entregados en mayo del 2012 cuando terminaron de rectificarse.

## Actualizaciones de Firmware
El Firmware 1.2.1 fue liberado el 30 de abril de 2013 y permite que la cámara transmita video sin comprimir vía HDMI y permitía la capacidad de autoenfocar en f/8.
Por otra parte, el Firmware 1.2.3 fue liberado el 30 de octubre de 2013, el cual arreglaba desperfectos menores.
El Firmware 1.3.3 fue liberado el 29 de enero de 2015, arregla fallas menores y mejora el control de autoenfoque cuando se disparaba en modos en vivo con lentes de ángulo amplio.

## Uso de la Canon EOS 5D Mark III en multimedia

### Películas
- Kung Fury
 [6]